# Nghĩa Từ vương
Nghĩa Từ Vương (? - 660?, trị vì 641 - 660) là vị quốc vương thứ 31 và cuối cùng của Bách Tế, một trong Tam Quốc Triều Tiên. Thời kỳ trị vì của ông chấm dứt khi Bách Tế bị đánh bại bởi một liên minh giữa nhà Đường và Tân La.

## Bối cảnh
Trong giai đoạn này, vương quốc Cao Câu Ly (đời vua Cao Câu Ly Vinh Lưu Vương) ở phía bắc, dưới quyền kiểm soát của tướng Uyên Cái Tô Văn (Yeon Gaesomun), có thái độ hung hăng chống Tân La (đời vua Tân La Thiện Đức Nữ Vương) và nhà Đường (đời vua Đường Thái Tông). Tân La phản ứng bằng cách liên minh chặt chẽ với nhà Đường, đe dọa Bách Tế đứng giữa.
Theo Tam quốc sử ký (Samguk Sagi), Nghĩa Từ Vương là con trai cả của Vũ Vương. Theo một truyền thuyết được thuật lại trong Tam quốc di sự (Samguk Yusa), Vũ Vương là một nông dân Bách Tế đã kết hôn với một công chúa Tân La (và là mẹ của Nghĩa Từ Vương), song đây không được coi là một chi tiết lịch sử chính thống. Nghĩa Từ được phong làm thái tử năm 632 và trở thành vua sau cái chết của phụ thân năm 641. Vợ của Nghĩa Từ Vương là Eun-go (người được cho là góp phần vào sự sụp đổ của Bách Tế)

## Trị vì
Mặc dù ngay từ đầu đã có quan hệ hữu nghị với Trung Quốc, Nghĩa Từ Vương lại sớm chuyển sang liên minh với Cao Câu Ly để tấn công Tân La (đời vua Tân La Thiện Đức Nữ Vương) vào năm 642. Tân La càng bị cô lập hơn nữa khi Cao Câu Ly phục hồi quan hệ với Nụy tại Nhật Bản (đời Nữ Thiên hoàng Kōgyoku). Trong năm 642, ông dẫn đầu một chiến dịch chống lại Tân La và chiếm khoảng 40 thành. Ông cũng gửi một lực lượng gồm 10.000 lính để chiếm thành Đại Da (Daeya) của Tân La và sát hại con rể của Kim Xuân Thu (Kim Chunchu).
Tân La Thiện Đức Nữ Vương nghe được tiếng kêu của một bầy ếch trắng gần hồ Ngọc Môn vào mùa đông. Bà ta nghĩ rằng điều này báo trước một cuộc tấn công của vương quốc láng giềng Bách Tế (ếch kêu được xem như tiếng của những người lính sợ hãi) từ phía Tây Bắc (màu trắng tượng trưng cho phía Tây trong thiên văn học lúc đó) tại Nữ Căn Cốc (女根谷) (tiếng ếch kêu từ hồ Ngọc Môn, được ví như người phụ nữ). Khi Tân La Thiện Đức Nữ Vương gửi các tướng lĩnh Tân La tới Nữ Căn Cốc, thực sự họ đã bắt được hai ngàn quân Bách Tế.
Năm 643, Nghĩa Từ Vương cùng với quân Cao Câu Ly tấn công Tân La một lần nữa để chặn tuyến đường ngoại giao của nước này với nhà Đường.
Năm 644 tướng Tân La (đời Tân La Thiện Đức Nữ Vương) là Kim Yu-shin (Kim Dữu Tín) lãnh đạo quân Tân La đánh chiếm lại vài thành trì của Bách Tế.
Khi liên quân Tân La-Đường đã tấn công Cao Câu Ly vào năm 645, ông đã tấn công Tân La (đời vua Tân La Thiện Đức nữ vương) và chiếm được bảy thành.
Trong thời gian trị vì của Tân La Chân Đức Nữ Vương của Tân La từ năm 647 đến năm 654, Tân La đã đấu tranh với Bách Tế của Nghĩa Từ Vương]] nhằm tìm kiếm sự công nhận của nhà Đường (các đời vua Đường Thái Tông, Đường Cao Tông).
Năm 647, Nghĩa Từ Vương đã huy động quân đội tấn công Tân La (đời vua Tân La Chân Đức Nữ Vương), chiếm được vài thành của Tân La.
Năm 648, Nghĩa Từ Vương đã huy động quân đội tấn công Tân La (đời vua Tân La Chân Đức Nữ Vương), lại chiếm thêm vài thành của Tân La.
Năm 649, Nghĩa Từ Vương đã huy động quân đội tấn công Tân La (đời vua Tân La Chân Đức Nữ Vương), tiếp tục chiếm thêm vài thành của Tân La.
Năm 650, tướng Tân La (đời Tân La Chân Đức Nữ Vương) là Kim Yu-shin (Kim Dữu Tín) lãnh đạo quân Tân La đánh chiếm lại vài thành trì của Bách Tế.
Hai nước Bách Tế và Cao Câu Ly (đời vua Cao Câu Ly Bảo Tạng Vương) đánh khu vực biên giới phía bắc Tân La (đời vua Tân La Vũ Liệt Vương) vào năm 655. Vua Tân La Vũ Liệt Vương sai sứ sang nhà Đường (đời vua Đường Cao Tông) cầu viện. Tháng 2 năm 655, vua Đường Cao Tông sai Trình Danh Chấn và Tô Định Phương dẫn quân đi cứu Tân La. Quân Đường thắng lớn, bắt được 1000 người Cao Câu Ly đưa sang nhà Đường.
Sớm sau khi trở thành vua, Nghĩa Từ Vương đã tiến hành cải cách chính trị để kiểm soát quyền lực của giới quý tộc. Tuy nhiên, thời gian trị vì của ông vẫn bị cản trở bởi các cuộc kình địch quyền lực nội bộ giữa các quý tộc và tham nhũng cùng suy đồi trong nội bộ triều đình.
Khi triều đình rơi vào tình trạng lộn xộn, liên quân Đường-Tân La, sau nhiều lần nản lòng trước tướng Uyên Cái Tổ Văn (Yeon Gaesomun) của Cao Câu Ly, đã thay đổi chiến lược và quyết định tấn công Bách Tế trước.

## Bách Tế sụp đổ
Năm 660, thủy binh Bách Tế bị thủy binh Đường đánh bại, còn quân Tân La dưới sự lãnh đạo của Kim Dữu Tín (Kim Yu-sin) đã đánh bại quân Bách Tế của tướng Giai Bách (Gyebaek). Kinh đô Tứ Tỉ (Sabi, nay là Buyeo, Chungcheong Nam) bị liên quân Đường-Tân La bao vây. Nghĩa Từ Vương và thái tử Phù Dư Long (Buyeo Yung) đào thoát đến Hùng Tân (Ungjin, nay thuộc Gongju), song đã đầu hàng khi Tứ Tỉ thất thủ.
Tương truyền rằng Nghĩa Từ Vương bị bắt phải rót rượu cho tướng Tô Định Phương của nhà Đường và vua Tân La Vũ Liệt Vương trong 1 buổi tiệc tại thành Tứ Tỉ (Sabi) và bị sỉ nhục nặng nề.
Ông sau đó bị đưa đến Đường cùng các vương tử Phù Dư Hiếu (Buyeo Hyo), Phù Dư Long (Buyeo Yung) và Phù Dư Thái, 88 hầu cận, và 12.807 nông dân Bách Tế. Một vương tử khác của ông, Phù Dư Phong (Buyeo Pung), về sau đã nỗ lực nhằm phục hồi lại vương quốc của tổ tiên.
Năm 2000, hài cốt của ông được đưa về từ Trung Quốc và được chôn tại một lăng mộ mới tại Neungsan-ri, Buyeo, Chungcheong Nam, Hàn Quốc, gần kinh đô cuối cùng của Bách Tế là Tứ Tỉ. Do là vị vua cuối cùng, ông không có thụy hiệu.